# Verfassung Lettlands
Die Verfassung Lettlands (Satversme) stellt das Grundgesetz der unabhängigen demokratischen Republik Lettland dar.

## Geschichtliche Entwicklung der lettischen Verfassung
In Lettland gilt die modernisierte Verfassung vom 15. Februar 1922. Sie wurde zwischenzeitlich, zuerst von der autoritären Regierung Kārlis Ulmanis 1936 (teilweise), dann durch die sowjetische Besetzung Lettlands 1940 (de facto vollständig) außer Kraft gesetzt. Nach der Wiedererlangung der Unabhängigkeit am 4. Mai 1990 trat die Verfassung zunächst teilweise und mit dem 6. Juli 1993 vollständig wieder in Kraft. Seitdem wurde die Verfassung mehrfach ergänzt.
Die Verfassung Lettlands ist eine der ältesten noch geltenden Verfassungen Europas, sie ist das sechstälteste geltende republikanische Grundgesetz der Welt.
Dargestellt wird im Folgenden die aktuelle Verfassung Lettlands (Stand: 2004), wobei die Unterschiede zur Verfassung von 1922, soweit es die Abschnitte I bis VII betrifft, hervorgehoben sind. Der gesamte Abschnitt VIII, welcher sich den Grundrechten widmet, ist 1998 vollständig neu hinzugekommen. Somit hatte die Verfassung Lettlands von 1922 insgesamt sieben Abschnitte mit 88 Artikeln, während die nunmehr gültige Verfassung Lettlands insgesamt acht Abschnitte mit 116 Artikeln enthält.

## Inhalt
(Stand: 2004)
| I. Abschnitt: Allgemeine Bestimmungen       | I. Abschnitt: Allgemeine Bestimmungen |
| ------------------------------------------- | --- |
| 1.                                          | Lettland ist eine unabhängige demokratische Republik. |
| 2.                                          | Lettlands souveräne Staatsgewalt gehört dem Volke Lettlands. |
| 3.                                          | Lettlands Staatsgebiet bilden Livland, Lettgallen, Kurland und Semgallen in den durch internationale Verträge festgesetzten Grenzen. |
| 4.                                          | Amtssprache in der Lettischen Republik ist Lettisch. Lettlands Flagge ist rot mit einem weißen Streifen. |
| II. Abschnitt: Die Saeima                   | |
| 5.                                          | Die Saeima besteht aus einhundert Volksvertretern. |
| 6.                                          | Die Saeima wird gewählt durch allgemeine, gleiche, direkte, geheime und proportionale Wahlen. |
| 7.                                          | Bei einer Einteilung Lettlands in gesonderte Wahlbezirke ist die Zahl der Saeimaabgeordneten, welche in jedem Wahlbezirk zu wählen ist, proportional der Wählerzahl eines jeden Bezirks festzusetzen. |
| 8.                                          | Das Wahlrecht haben vollberechtigte lettländische Bürger beiderlei Geschlechts, welche am ersten Wahltage älter als einundzwanzig achtzehn Jahre sind. |
| 9.                                          | In die Saeima kann jeder vollberechtigte lettländische Bürger gewählt werden, welcher am ersten Wahltage älter als einundzwanzig Jahre ist. |
| 10.                                         | Die Saeima wird auf drei vier Jahre gewählt. |
| 11.                                         | Die Saeimawahlen haben am ersten Sonntage des Oktober und am vorhergehenden Sonnabend Sonnabend des Oktober stattzufinden. |
| 12.                                         | Die neugewählte Saeima tritt zur ersten Sitzung am ersten Dienstag des November zusammen, zu welcher Zeit auch die Vollmachten der vorhergehenden Saeima erlöschen. |
| 13.                                         | Wenn im Falle einer Saeimaauflösung die Saeimawahlen zu einer anderen Jahreszeit stattfinden, so tritt diese Saeima nicht später als einen Monat nach ihrer Wahl zusammen, und ihre Vollmachten erlöschen nach zwei drei Jahren im darauffolgenden November, am ersten Dienstag, mit dem Zusammentritt der neugewählten Saeima. |
| 14.                                         | Die Wähler können nicht einzelne Saeimamitglieder abberufen. |
| 15.                                         | Die Saeima tagt in Riga und nur außerordentlicher Umstände halber kann sie an einem anderen Ort zusammentreten. |
| 16.                                         | Die Saeima wählt ihr Präsidium, welches aus dem Präsidenten der Saeima (Saeimas priekšsēdētājs), zwei Vizepräsidenten und Sekretären besteht. Das Saeimapräsidium bleibt während der ganzen Dauer der Vollmachten der Saeima in Funktion. |
| 17.                                         | Die erste Sitzung der neugewählten Saeima eröffnet der Präsident der vorhergehenden Saeima oder im Auftrage des Präsidiums ein anderes Mitglied des Präsidiums. |
| 18.                                         | Die Saeima prüft selbst das Mandat ihrer Mitglieder. Eine in die Saeima gewählte Person soll das Mandat als Mitglied der Saeima erhalten, wenn diese Person das folgende feierliche Versprechen abgibt: „Ich schwöre (verspreche feierlich) mit der Übernahme der Pflichten als Mitglied der Saeima vor dem lettischen Volk, Lettland treu zu sein, seine Souveränität und die lettische Sprache als einzige Amtssprache zu stärken, Lettland als unabhängigen und demokratischen Staat zu verteidigen und meine Pflichten ehrenvoll und gewissenhaft zu erfüllen. Ich verspreche, die Verfassung und die Gesetze Lettlands zu achten.“ |
| 19.                                         | Das Saeimapräsidium beruft die Saeimasitzungen ein und bestimmt die ordentlichen oder außerordentlichen Sitzungen. |
| 20.                                         | Das Saeimapräsidium hat auf Verlangen des Staatspräsidenten, des Ministerpräsidenten oder nicht weniger als eines Drittels der Saeimamitglieder eine Saeimasitzung einzuberufen. |
| 21.                                         | Zur Regelung ihrer Tätigkeit und des inneren Geschäftsganges arbeitet die Saeima eine Geschäftsordnung aus. Arbeitssprache der Saeima ist Lettisch. |
| 22.                                         | Die Saeimasitzungen sind öffentlich. Auf Antrag von zehn Saeimamitgliedern, des Staatspräsidenten, des Ministerpräsidenten oder eines Ministers kann die Saeima mit nicht weniger als zwei Drittel Mehrheit der anwesenden Abgeordneten beschließen, eine geschlossene Sitzung abzuhalten. |
| 23.                                         | Eine Saeimasitzung kann stattfinden, wenn daran wenigstens die Hälfte der Saeimamitglieder teilnimmt. |
| 24.                                         | Die Saeima fasst, mit Ausnahme der in der Verfassung besonders vorgesehenen Fälle, ihre Beschlüsse mit absoluter Stimmenmehrheit der anwesenden Abgeordneten. |
| 25.                                         | Die Saeima wählt Kommissionen und bestimmt die Zahl ihrer Mitglieder und ihre Funktionen. Die Kommissionen sind berechtigt, die für ihre Tätigkeit erforderlichen Materialien und Erläuterungen von den einzelnen Ministern und Kommunalbehörden zu verlangen, wie auch die verantwortlichen Vertreter der betreffenden Ministerien aufzufordern, in den Kommissionssitzungen Erläuterungen abzugeben. Die Kommissionen können ihre Tätigkeit auch zwischen den Sitzungen der Saeima fortsetzen. |
| 26.                                         | Falls es von nicht weniger als einem Drittel der Saeimamitglieder verlangt wird, hat die Saeima parlamentarische Untersuchungskommissionen für besondere Fälle einzusetzen. |
| 27.                                         | Die Saeima ist berechtigt, an den Ministerpräsidenten oder einen einzelnen Minister Auskunftsersuchen und Anfragen zu richten, welche diese oder von ihnen bevollmächtigte verantwortliche Amtspersonen zu beantworten haben. Der Ministerpräsident oder Minister ist verpflichtet, auf Verlangen der Saeima oder deren Kommissionen diesen die betreffenden Dokumente und Akten vorzulegen. |
| 28.                                         | Die Saeimamitglieder können weder wegen ihrer Meinungsäußerung bei Ausübung des Amtes noch wegen ihrer Stimmabgabe zur Verantwortung gezogen werden, weder auf gerichtlichem, noch auf administrativem Wege, noch im Disziplinarverfahren. Ein Saeimamitglied kann zur gerichtlichen Verantwortung gezogen werden, falls es, wenn auch bei Ausübung seines Amtes, verbreitet: 1) wissentlich falsche ehrenrührige Gerüchte oder 2) ehrenrührige Gerüchte über das Privat- oder Familienleben. |
| 29.                                         | Ein Saeimamitglied kann nicht verhaftet werden, es dürfen keine Hausdurchsuchungen bei ihm gemacht werden, noch darf sonst irgendwie seine persönliche Freiheit beschränkt werden, falls die Saeima dem nicht zustimmt. Ein Saeimamitglied kann verhaftet werden, wenn es bei der Ausübung eines Verbrechens ergriffen wird. Über die Verhaftung eines jeden Saeimamitgliedes ist im Laufe von 24 Stunden das Saeimapräsidium zu benachrichtigen, welches der nächsten Saeimasitzung zur Beschlussfassung vorlegt, ob das Saeimamitglied in Haft zu behalten oder zu entlassen ist. In der Zwischenzeit der Sitzungen bis zur Eröffnung einer Sitzung beschließt über das Verbleiben eines verhafteten Saeimamitgliedes in der Haft das Saeimapräsidium. |
| 30.                                         | Wegen einer verbrecherischen Handlung kann gegen ein Saeimamitglied keine gerichtliche oder administrative Verfolgung Gegen ein Saeimamitglied kann keine gerichtliche oder administrative Verfolgung ohne Einwilligung der Saeima eingeleitet werden. |
| 31.                                         | Das Saeimamitglied ist berechtigt, seine Zeugenaussage zu verweigern: 1) über Personen, welche ihm in seiner Eigenschaft als Volksvertreter irgendwelche Tatsachen oder Mitteilungen anvertraut haben; 2) über Personen, welchen er in Ausübung seiner Pflichten als Volksvertreter irgendwelche Tatsachen oder Mitteilungen anvertraut hat: 3) über diese Tatsachen und Mitteilungen selbst. |
| 32.                                         | Die Saeimamitglieder haben nicht das Recht auf ihre Namen noch auf denen einer anderen Person vom Staate Bestellungen und Konzessionen zu erhalten. Diese Bestimmungen beziehen sich ebenfalls auf die Minister, auch wenn sie nicht Mitglieder der Saeima sind. |
| 33.                                         | Die Saeimamitglieder empfangen ihr Gehalt aus Staatsmitteln. |
| 34.                                         | Wegen Veröffentlichung von Saeima- und Kommissionssitzungsberichten, sofern diese mit der Wahrheit übereinstimmen, kann niemand zur Verantwortung gezogen werden. Über geschlossene Sitzungen der Saeima und ihrer Kommissionen können Berichte nur mit Zustimmung des Präsidiums der Saeima oder des Kommissionspräsidiums der Kommission veröffentlicht werden. |
| III. Abschnitt: Der Staatspräsident         | |
| 35.                                         | Den Staatspräsidenten wählt die Saeima auf drei vier Jahre. |
| 36.                                         | Der Staatspräsident wird in geheimer Abstimmung mit einer Stimmenmehrheit von nicht weniger als 51 Saeimamitgliedern gewählt. |
| 37.                                         | Zum Staatspräsidenten kann keine Person gewählt werden, welche nicht das 40. Lebensjahr erreicht hat. Als Staatspräsident kann keine Person mit doppelter Staatsbürgerschaft gewählt werden. |
| 38.                                         | Das Amt des Staatspräsidenten ist nicht vereinbar mit einem anderen Amte. Falls die zum Staatspräsidenten gewählte Person Saeimamitglied ist, muss sie die Vollmachten als Saeimamitglied niederlegen. |
| 39.                                         | Ein und dieselbe Person kann nicht länger als sechs acht aufeinanderfolgende Jahre Staatspräsident sein. |
| 40.                                         | In der nächsten Saeimasitzung nach seiner Wahl gibt der Staatspräsident bei der Übernahme seiner Amtsobliegenheiten folgendes feierliche Versprechen ab: „Ich schwöre, dass meine ganze Tätigkeit dem Wohle des lettländischen Volkes gewidmet sein wird. Ich werde alles tun, was in meinen Kräften steht, die Wohlfahrt des lettländischen Staates und seiner Bevölkerung zu fördern. Ich werde die Verfassung Lettlands und die Staatsgesetze achten und befolgen. Gegen alle werde ich gerecht sein und meine Pflichten nach bestem Gewissen erfüllen.“ |
| 41.                                         | Der Staatspräsident repräsentiert den Staat nach außen hin, ernennt die lettländischen und empfängt die auswärtigen diplomatischen Vertreter. Er vollzieht die Saeimabeschlüsse über die Ratifizierung internationaler Verträge. |
| 42.                                         | Der Staatspräsident ist der oberste Führer der bewaffneten Streitkräfte des Staates. Im Kriegsfalle ernennt er den Oberbefehlshaber. |
| 43.                                         | Der Staatspräsident erklärt auf Grund eines Saeimabeschlusses den Krieg. |
| 44.                                         | Der Staatspräsident ist befugt, unumgängliche Maßnahmen zum militärischen Schutz zu ergreifen, falls ein anderer Staat Lettland den Krieg erklärt oder der Feind Lettlands Grenzen angreift. Gleichzeitig beruft der Staatspräsident unverzüglich die Saeima ein, welche über die Kriegserklärung und dem Kriegsbeginn beschließt. |
| 45.                                         | Dem Staatspräsidenten steht das Recht der Begnadigung von Verbrechern zu, bei denen das gerichtliche Urteil Gesetzeskraft erlangt hat. Dieses Begnadigungsrecht bezieht sich nicht auf Fälle, in denen das Gesetz einen anderen Begnadigungsmodus vorsieht. Umfang und Verfahren der Ausübung dieses Rechtes regelt ein Gesetz. Amnestie erklärt die Saeima. |
| 46.                                         | Der Staatspräsident ist berechtigt, außerordentliche Sitzungen des Ministerkabinetts einzuberufen und zu leiten, wobei er deren Tagesordnung festsetzt. |
| 47.                                         | Der Staatspräsident hat das Recht der Gesetzesinitiative. |
| 48.                                         | Der Staatspräsident ist berechtigt, eine Saeimaauflösung zu beantragen. Darauf ist eine Volksabstimmung zu veranstalten. Falls bei der Volksabstimmung mehr als die Hälfte der Stimmen sich für eine Saeimaauflösung ausspricht, so ist die Saeima als aufgelöst zu betrachten und sind Neuwahlen anzuordnen, welche nicht später als zwei Monate nach der Saeimaauflösung zu erfolgen haben. |
| 49.                                         | Falls die Saeima aufgelöst ist, so bleiben trotzdem die Vollmachten der Saeimamitglieder bis zum Zusammentritt der neuzuwählenden Saeima in Kraft, die bisherige Saeima kann jedoch zu Sitzungen nur dann zusammentreten, wenn der Staatspräsident sie einberuft. Für solche Saeimasitzungen bestimmt der Staatspräsident die Tagesordnung. |
| 50.                                         | Falls bei der Volksabstimmung mehr als die Hälfte der abgegebenen Stimmen sich gegen eine Saeimaauflösung ausspricht, so ist der Staatspräsident als abberufen zu betrachten und die Saeima wählt für den Rest der Amtsdauer des abberufenen Präsidenten einen neuen Staatspräsidenten. |
| 51.                                         | Auf Antrag von nicht weniger als die Hälfte aller Saeimamitglieder kann die Saeima in geschlossener Sitzung mit nicht weniger als zwei Drittel Mehrheit aller Saeimamitglieder beschließen, den Staatspräsidenten abzuberufen. Nach einem solchen Beschluss wählt die Saeima unverzüglich einen neuen Staatspräsidenten. |
| 52.                                         | Falls der Staatspräsident vom Amte zurücktritt, stirbt oder abberufen wird, bevor seine Amtsdauer abläuft, vertritt diesen bis zur Wahl eines neuen Staatspräsidenten durch die Saeima der Saeimapräsident. Ebenso vertritt der Saeimapräsident den Staatspräsidenten, wenn letzterer sich außerhalb der Staatsgrenzen befindet oder anderweitig verhindert ist, seine Amtsobliegenheiten zu erfüllen. |
| 53.                                         | Der Staatspräsident trägt für seine Tätigkeit keine politische Verantwortung. Alle Verfügungen des Staatspräsidenten müssen vom Ministerpräsidenten oder vom betreffenden Minister gegengezeichnet sein, welche gleichzeitig die ganze Verantwortung für diese Verfügungen übernehmen, mit Ausnahme der Fälle, die im 48. und 56. Punkte vorgesehen sind. |
| 54.                                         | Der Staatspräsident kann zur strafrechtlichen Verantwortung gezogen werden, wenn dem die Saeima mit nicht weniger, als zwei Drittel Mehrheit zustimmt. |
| IV. Abschnitt: Das Ministerkabinett         | |
| 55.                                         | Das Ministerkabinett besteht aus dem Ministerpräsidenten und den von ihm berufenen Ministern. |
| 56.                                         | Das Ministerkabinett bildet eine Person, welche dazu vom Staatspräsidenten aufgefordert wird. |
| 57.                                         | Die Zahl der Ministerien und deren Tätigkeitsgebiet, wie auch die gegenseitigen Beziehungen zwischen den staatlichen Institutionen setzt das Gesetz fest. |
| 58.                                         | Dem Ministerkabinett sind die administrativen Staatsbehörden unterstellt. |
| 59.                                         | Der Ministerpräsident und die Minister bedürfen zur Ausübung ihrer Amtspflichten des Vertrauens der Saeima und sind für ihre Tätigkeit vor der Saeima verantwortlich. Falls die Saeima dem Ministerpräsidenten ihr Misstrauen ausspricht, so muss das ganze Kabinett zurücktreten. Wenn das Misstrauen einem einzelnen Minister ausgesprochen wird, so muss er zurücktreten und an seine Stelle muss der Ministerpräsident eine andere Person berufen. |
| 60.                                         | Die Sitzungen des Ministerkabinetts leitet der Ministerpräsident und während seiner Abwesenheit derjenige Minister, welchen er dazu bevollmächtigt hat. |
| 61.                                         | Das Ministerkabinett berät alle von den einzelnen Ministerien ausgearbeiteten Gesetzentwürfe und Fragen, welche sich auf die Tätigkeit mehrerer Ministerien beziehen, sowie auch die von den einzelnen Kabinettsgliedern angeregten Fragen der Staatspolitik. |
| 62.                                         | Falls der Staat von äußeren Feinden bedroht wird oder falls im Staate oder in Teilen desselben innere Unruhen ausbrechen oder zu entstehen drohen, die die bestehende Staatsordnung gefährden, hat das Ministerkabinett das Recht den Ausnahmezustand zu verhängen, wovon im Laufe von vierundzwanzig Stunden das Saeimapräsidium zu benachrichtigen ist, welches einen solchen Beschluss des Ministerkabinetts unverzüglich der Saeima vorzulegen hat. |
| 63.                                         | Die Minister, auch wenn sie nicht Saeimamitglieder sind, und die von den Ministern bevollmächtigten verantwortlichen Amtspersonen sind berechtigt, an den Sitzungen der Saeima und deren Kommissionen teilzunehmen und Ergänzungen und Verbesserungen zu den Gesetzentwürfen einzureichen. |
| V. Abschnitt: Die Gesetzgebung              | |
| 64.                                         | Das Recht der Gesetzgebung steht der Saeima, wie auch dem Volke zu, in der Ordnung und in dem Umfange, wie es in dieser Verfassung vorgesehen ist. |
| 65.                                         | Gesetzentwürfe kann der Saeima der Staatspräsident, das Ministerkabinett, die Saeimakommissionen, nicht weniger als fünf Abgeordnete, sowie in den in dieser Verfassung vorgesehenen Fällen und Ordnung der zehnte Teil der Wähler einreichen. |
| 66.                                         | Die Saeima bestätigt jährlich vor dem Beginn des Wirtschaftsjahres das Einnahmen- und Ausgabenbudget des Staates, dessen Entwurf vom Ministerkabinett eingereicht wird. Falls die Saeima einen Beschluss fasst, welcher mit Ausgaben verbunden ist, die im Budget nicht vorgesehen sind, so müssen im Beschluss auch die Mittel zur Deckung dieser Ausgaben vorgesehen werden. Nach Ablauf des Budgetjahres hat das Ministerkabinett der Saeima Abrechnungen über die Erfüllung des Budgets zur Bestätigung einzureichen. |
| 67.                                         | Die Saeima bestimmt die Stärke der bewaffneten Streitkräfte des Staates in der Friedenszeit. |
| 68.                                         | Alle internationalen Verträge, welche auf dem Wege der Gesetzgebung zu entscheidende Fragen behandeln, bedürfen der Bestätigung durch die Saeima. Vor dem Beitritt zu internationalen Vereinbarungen kann Lettland zur Stärkung der Demokratie einen Teil der Kompetenzen seiner staatlichen Institutionen an internationale Institutionen delegieren. Internationale Vereinbarungen, bei denen ein Teil der Kompetenzen staatlicher Institutionen an internationale Institutionen delegiert werden, können durch die Saeima in Sitzungen ratifiziert werden, an denen mindestens zwei Drittel der Saeimamitglieder teilnehmen und eine Mehrheit von zwei Dritteln der anwesenden Mitglieder für die Ratifizierung stimmen. Lettlands Mitgliedschaft in der Europäischen Union bedarf einer Volksabstimmung, welche von der Saeima initiiert wird. Auf Verlangen von mindestens der Hälfte aller Saeimamitglieder ist vor wesentlichen Veränderungen der Mitgliedsbedingungen Lettlands in der Europäischen Union eine Volksabstimmung durchzuführen. |
| 69.                                         | Der Staatspräsident veröffentlicht die von der Saeima angenommenen Gesetze nicht früher als am siebenten zehnten Tage und nicht später als am einundzwanzigsten Tage nach ihrer Annahme. Ein Gesetz tritt vierzehn Tage nach der Veröffentlichung in Kraft, falls im Gesetz nicht ein anderer Termin bestimmt ist. |
| 70.                                         | Der Staatspräsident veröffentlicht die angenommenen Gesetze in folgender Ordnung: „Die Saeima (bzw. das Volk) hat angenommen und der Staatspräsident veröffentlicht folgendes Gesetz: (es folgt der Wortlaut des Gesetzes).“ |
| 71.                                         | Im Laufe von sieben zehn Tagen, gerechnet von der Annahme des Gesetzes in der Saeima, kann der Staatspräsident in einem Begründungsschreiben an den Saeimapräsidenten eine wiederholte Durchsicht des Gesetzes verlangen. Falls die Saeima das Gesetz nicht abändert, so kann der Staatspräsident zum zweiten Mal keinen Einspruch erheben. |
| 72.                                         | Der Staatspräsident ist berechtigt, die Veröffentlichung eines Gesetzes bis zu 2 Monate aufzuschieben. Er hat die Veröffentlichung eines Gesetzes aufzuschieben, falls solches von nicht weniger als einem Drittel der Saeimamitglieder verlangt wird. Dieses Recht kann der Staatspräsident oder ein Drittel der Saeimamitglieder im Laufe von sieben zehn Tagen, gerechnet von der Annahme des Gesetzes in der Saeima an, geltend machen. Ein in dieser Ordnung ausgesetztes Gesetz ist einer Volksabstimmung zu übergeben, falls solches von nicht weniger als einem Zehntel der Wähler beantragt wird. Falls im Laufe der obenerwähnten zwei Monate ein solcher Antrag nicht gestellt wird, so ist nach Verlauf dieser Frist das Gesetz zu veröffentlichen. Eine Volksabstimmung findet jedoch nicht statt, falls die Saeima noch einmal über dieses Gesetz abstimmt und falls für seine Annahme nicht weniger als drei Viertel aller Abgeordneten stimmen.                                                                                       |
| 73.                                         | Einer Volksabstimmung können nicht zur Entscheidung vorgelegt werden folgende Gesetze: das Budget und Gesetze über Anleihe, Steuern, Zölle, Eisenbahntarife, Wehrpflicht, Kriegserklärung und Beginn, Friedensschluss, Verhängung des Ausnahmezustandes und dessen Aufhebung, Mobilisation und Demobilisation, sowie Verträge mit fremden Staaten. |
| 74.                                         | Ein von der Saeima angenommenes und in der Ordnung des Punktes 72. ausgesetztes Gesetz kann durch eine Volksabstimmung aufgehoben werden, falls sich an der Abstimmung wenigstens die Hälfte aller Stimmberechtigten beteiligt haben halb so viele Stimmberechtigten beteiligen, wie bei der letzten Saeimawahl abgestimmt haben, und die Mehrheit für die Aufhebung des Gesetzes stimmt. |
| 75.                                         | Falls die Saeima mit nicht weniger als Zwei-Drittel-Mehrheit die Dringlichkeit eines Gesetzes anerkennt, so kann der Staatspräsident nicht eine wiederholte Durchsicht dieses Gesetzes verlangen, es kann auch nicht einer Volksabstimmung vorgelegt werden, und ist nicht später als am dritten Tage nach Empfang desselben durch den Staatspräsidenten zu veröffentlichen. |
| 76.                                         | Die Verfassung kann von der Saeima geändert werden in Sitzungen, an denen sich wenigstens zwei Drittel der Saeimamitglieder beteiligen. Die Änderungen werden in drei Lesungen mit nicht weniger als Zwei-Drittel-Mehrheit der anwesenden Abgeordneten angenommen. |
| 77.                                         | Falls die Saeima den ersten, zweiten, dritten oder sechsten dritten, vierten, sechsten oder siebenundsiebzigsten Punkt der Verfassung geändert hat, so müssen solche Änderungen um Gesetzeskraft zu erlangen, einer Volksabstimmung unterbreitet werden. |
| 78.                                         | Nicht weniger als ein Zehntel der Wähler hat das Recht, dem Staatspräsidenten einen vollständig ausgearbeiteten Entwurf einer Verfassungsänderung oder eines Gesetzes einzureichen, den der Präsident der Saeima übergibt. Falls die Saeima den Entwurf nicht ohne inhaltliche Änderungen annimmt, so ist er einer Volksabstimmung zu übergeben. |
| 79.                                         | Einer Volksabstimmung übergebene Verfassungsänderungen sind angenommen, falls wenigstens die Hälfte aller Stimmberechtigten diesen zustimmt. Ein der Volksabstimmung vorgelegter Gesetzesentwurf oder eine Entschließung, welche die Mitgliedschaft Lettlands in der Europäischen Union oder wesentliche Änderungen bezüglich dieser Mitgliedschaft betrifft, gilt als angenommen, falls sich an der Abstimmung wenigstens halb so viele Stimmberechtigten beteiligen, wie bei der letzten Saeimawahl abgestimmt haben, und die Mehrheit für dieses Gesetz, die Mitgliedschaft Lettlands in der Europäischen Union oder wesentliche Änderungen bezüglich dieser Mitgliedschaft stimmt. |
| 80.                                         | An einer Volksabstimmung können alle lettländischen Bürger teilnehmen, welche das Stimmrecht für die Saeimawahlen haben. |
| 81.                                         | In der Zeit zwischen den Saeimasitzungen hat das Ministerkabinett das Recht, falls eine unaufschiebbare Notwendigkeit es verlangt, Verordnungen mit Gesetzeskraft zu erlassen. Solche Verordnungen können nicht das Saeimawahlgesetz, die Gesetze über die Gerichts- und Prozessordnung, das Budget und das Budgetgesetz, sowie die von der zur Zeit fungierenden Saeima angenommenen Gesetze ändern; sie können nicht eine Amnestie, eine Emission von Staatskassenscheinen, staatliche Steuern, Zölle, Eisenbahntarife und Anleihen betreffen, und sie verlieren ihre Kraft, falls sie nicht spätestens drei Tage nach der Eröffnung der nächsten Saeimasitzung der Saeima eingereicht werden. |
| VI. Abschnitt: Die Gerichte                 | |
| 82.                                         | Vor dem Gesetz und dem Gericht sind alle Bürger gleich In Lettland findet die Rechtsprechung durch Kreisgerichte (Stadtgerichte), Regionalgerichte und das Oberste Gericht - im Kriegs- oder Ausnahmezustand durch Kriegsgerichte - statt. |
| 83.                                         | Die Richter sind unabhängig und nur dem Gesetz unterstellt. |
| 84.                                         | Die Richter bestätigt die Saeima, sie sind unabsetzbar. Die Richter können gegen ihren Willen nur auf Grund eines Gerichtsurteils in den durch Gesetz vorgesehenen Fällen und auf Grund einer Entscheidung des Richterdisziplinargerichts oder eines Strafgerichts ihres Amtes enthoben werden. Durch ein Gesetz kann das Alter bestimmt werden, nach dessen Erreichung die Richter ihr Amt niederlegen. |
| 85.                                         | In Lettland bestehen Geschworenengerichte auf Grund eines besonderen Gesetzes gibt es ein Verfassungsgericht, welches innerhalb seiner durch Gesetz vorgesehenen Rechtsprechung die Vereinbarkeit von Gesetzen mit der Verfassung überprüft und weitere durch Gesetz vorgesehene Fälle übernimmt. Das Verfassungsgericht kann Gesetze und Verordnungen oder Teile hiervon für ungültig erklären. Die Ernennung der Verfassungsrichter wird von der Saeima für die durch Gesetz vorgesehene Periode in geheimer Abstimmung mit Mehrheit von nicht weniger als 51 Saeimamitgliedern bestätigt. |
| 86.                                         | Die Rechtsprechung ausüben können nur diejenigen Organe, denen diese Rechte das Gesetz verleiht, und nur in der vom Gesetz vorgesehenen Ordnung. Die Tätigkeit der Kriegsgerichte wird auf Grund eines besonderen Gesetzes geregelt. |
| VII. Abschnitt: Der Staatliche Rechnungshof | |
| 87.                                         | Der Staatliche Rechnungshof ist ein unabhängiges kollegiales Organ. |
| 88.                                         | Die Staatlichen Rechnungsprüfer werden in derselben Ordnung wie die Richter ernannt und im Amt bestätigt, jedoch nur auf eine bestimmte Zeit, während welcher sie nur auf Grund eines Gerichtsurteils ihres Amtes enthoben werden können. Die Ordnung und Kompetenz des Staatlichen Rechnungshofs bestimmt ein besonderes Gesetz. |
| VIII. Abschnitt: Die Grundrechte            | |
| 89.                                         | Der Staat beachtet und schützt die Grundrechte in Übereinstimmung mit dieser Verfassung, den Gesetzen und den für Lettland verbindlichen internationalen Verträgen. |
| 90.                                         | Jedermann hat das Recht, seine Rechte zu kennen. |
| 91.                                         | Alle Menschen sind in Lettland gleich vor dem Gesetz und den Gerichten. Die Grundrechte werden ohne jede Diskriminierung irgendeiner Art verwirklicht. |
| 92.                                         | Jedermann hat das Recht, seine Rechte und berechtigten Interessen vor einem Gericht zu verteidigen. Jedermann gilt solange als unschuldig, bis seine Schuld nach dem Gesetz festgestellt ist. Jeder, dessen Rechte ohne gesetzliche Grundlage verletzt wurden, hat Anspruch auf angemessenen Ausgleich. Jedermann hat das Recht, rechtlichen Beistand hinzuzuziehen. |
| 93.                                         | Das Recht auf Leben eines jeden wird durch das Gesetz geschützt. |
| 94.                                         | Jedermann hat das Recht auf Freiheit und Sicherheit der Person. In anderer als der gesetzlichen Weise darf niemand seiner Freiheit beraubt oder in seiner Freiheit beschränkt werden. |
| 95.                                         | Der Staat schützt die Ehre und Würde des Menschen. Folter oder andere grausame oder erniedrigende Behandlung von Menschen ist verboten. |
| 96.                                         | Jedermann hat das Recht auf Unverletzlichkeit seines Privatlebens, seiner Wohnung und seiner Korrespondenz. |
| 97.                                         | Jeder, der sich rechtmäßig auf dem Gebiet Lettlands niedergelassen hat, hat das Recht auf Freizügigkeit und freie Wahl des Wohnortes. |
| 98.                                         | Jedermann hat das Recht, Lettland zu verlassen. Jeder Inhaber eines lettischen Passes wird im Ausland durch den Staat geschützt und hat das Recht auf freie Rückkehr nach Lettland. Ein lettischer Staatsangehöriger darf nicht an das Ausland ausgeliefert werden. |
| 99.                                         | Jedermann hat das Recht auf Freiheit der Gedanken, des Gewissens und der Religion. Die Kirche ist vom Staat getrennt. |
| 100.                                        | Jedermann hat das Recht auf freie Meinungsäußerung, einschließlich des Rechtes, Informationen frei zu beschaffen, aufzubewahren und weiterzugeben und seine Meinung kundzutun. Zensur ist verboten. |
| 101.                                        | Jeder lettische Bürger hat im Rahmen der Gesetze das Recht auf politische Beteiligung an Staats- und Regionalverwaltung sowie auf Zugang zu öffentlichen Ämtern. Die Regionalverwaltungen werden von den lettischen Staatsbürgern, die volle Staatsbürgerrechte genießen, gewählt. Die Arbeitssprache der Regionalverwaltungen ist die lettische Sprache. |
| 102.                                        | Jedermann hat das Recht, Vereinigungen, politische Parteien oder andere öffentliche Organisationen zu gründen und ihnen beizutreten. |
| 103.                                        | Der Staat schützt die Freiheit auf friedliche und vorher angemeldete Versammlungen, Demonstrationen und Arbeitskampfmaßnahmen. |
| 104.                                        | Jedermann hat das Recht, an die Staats- oder Regionalverwaltung Eingaben zu richten und eine begründete Antwort zu erhalten. Jedermann hat das Recht, eine Antwort in lettischer Sprache zu erhalten. |
| 105.                                        | Jedermann hat das Recht auf Eigentum. Eigentum darf nicht gegen die öffentlichen Interessen eingesetzt werden. Das Eigentumsrecht darf nur auf der Grundlage eines Gesetzes eingeschränkt werden. Enteignungen für öffentliche Zwecke sind nur in Ausnahmefällen und nur auf der Grundlage eines Gesetzes gegen einen angemessenen Ausgleich zulässig. |
| 106.                                        | Jedermann hat das Recht, seinen Beruf und Arbeitsplatz entsprechend seinen Fähigkeiten und Qualifikationen frei zu wählen. Zwangsarbeit ist verboten. Die Teilnahme an der Katastrophenhilfe und Arbeit auf Grundlage eines Gerichtsbeschlusses werden nicht als Zwangsarbeit angesehen. |
| 107.                                        | Jeder Beschäftigte hat das Recht auf angemessene Vergütung seiner Arbeit, die nicht unter dem staatlich festgesetzten Minimum liegen darf, sowie das Recht auf wöchentliche freie Tage und bezahlten Jahresurlaub. |
| 108.                                        | Beschäftigte haben das Recht, Tarifvereinbarungen abzuschließen und zu streiken. Der Staat schützt die Freiheit der Gewerkschaften. |
| 109.                                        | Jedermann hat das Recht auf soziale Absicherung im Alter, für den Fall der Arbeitsunfähigkeit, der Arbeitslosigkeit und in anderen durch das Gesetz bestimmten Fällen. |
| 110.                                        | Der Staat schützt und unterstützt die Ehe – eine Gemeinschaft zwischen Mann und Frau, sowie die Familie und Rechte der Eltern und des Kindes. Insbesondere hilft der Staat behinderten Kindern sowie Kindern, die ohne elterliche Sorge sind oder unter Gewalt gelitten haben. |
| 111.                                        | Der Staat schützt die Gesundheit und garantiert die medizinische Grundversorgung eines jeden. |
| 112.                                        | Jedermann hat das Recht auf Bildung. Der Staat stellt die unentgeltliche Schul- und weiterführende Bildung eines jeden sicher. Schulbildung ist Pflicht. |
| 113.                                        | Der Staat anerkennt das Recht auf wissenschaftliche Forschung, auf künstlerische und sonstige kreative Betätigung und schützt das Urheber- und Patentrecht. |
| 114.                                        | Angehörige ethnischer Minderheiten haben das Recht, ihre Sprache und ihre ethnische und kulturelle Identität zu bewahren und zu entwickeln. |
| 115.                                        | Der Staat schützt das Recht eines jeden, in einer intakten Umwelt zu leben, indem er Umweltdaten bereitstellt und den Umweltschutz fördert. |
| 116.                                        | Die in Punkt 96, 97, 98, 100, 102, 103, 106 und 108 der Verfassung dargelegten Rechte können in gesetzlich bestimmter Weise eingeschränkt werden, und zwar zum Schutz der Rechte anderer, der demokratischen Ordnung des Staates sowie der Sicherheit, Ordnung und des Wohlergehens der Öffentlichkeit. Unter den in diesem Punkt genannten Voraussetzungen kann auch die religiöse Glaubensbetätigung eingeschränkt werden. |